# Bad North
Bad North — компьютерная игра в жанре стратегии в реальном времени, разработанная шведской компанией Plausible Concept и изданная Raw Fury. Первая версия была выпущена 20 августа 2018 года на Nintendo Switch, в дальнейшем проект вышел на PlayStation 4, Xbox One, Microsoft Windows, Android и iOS.

## Игровой процесс
Основные цели игры — защитить королевство от нападающих викингов и направить жителей острова к эвакуации. Острова имеют разную планировку, поэтому каждый из уровней ставит разные задачи. Карта разделена на несколько плиток. Викинги атакуют из любого угла, поэтому стратегия игрока должна быть хорошо спланирована, чтобы получить возможность спасти людей. Игроки должны командовать своей небольшой армией. Войска разделены по цветам на отдельные подразделения: одни специализируются на атаках в ближнем бою, другие — стрельбе из лука. Захватчики бросают в дома жителей факелы, и если они полностью сгорят, игрок не получит монет за спасение. Золото необходимо для покупки улучшений для юнитов и повышения уровня защиты командиров. Игрок также может собирать предметы (обозначенные на карте вопросительными знаками) и добавлять в армию новых командиров.

## Восприятие
| Сводный рейтинг       | Сводный рейтинг                    |
| Агрегатор             | Оценка                             |
| --------------------- | ---------------------------------- |
| Metacritic            | NS: 72/100 PC: 74/100 XONE: 65/100 |
| Иноязычные издания    |                                    |
| Издание               | Оценка                             |
| Destructoid           | 5,5/10                             |
| Nintendo Life         | 9/10                               |
| Nintendo World Report | 7/10                               |
| PC Gamer (US)         | 78/100                             |

Bad North получила смешанные отзывы критиков. Игра была номинирована на D.I.C.E. Awards.
Издание PC Gamer считает, что «Bad North — отличная небольшая стратегическая игра, идеально подходящая для перерывов или коротких очередей. Рецензент отмечает, что «есть что-то в том, как эти маленькие спрайты бьют друг друга, это заставляет [его] возвращаться к игре». В Nintendo Life отметили, что стратегии в реальном времени часто имеют высокий порог вхождения, «утопив вас в волнах меню и подсистем, но минималистский подход Bad North гарантирует отсутствие переизбытка логистики». Кевин Мерсере из Destructoid раскритиковал игру, отметив, что она «страдает от случайных всплесков сложности во второй половине, это довольно бесит». Хотя «первые несколько часов [он] наслаждался каждой минутой, но со временем начали проявляться слабые места», например, «приличное количество технических сбоев». В заключении своего обзора Мерсере написал: «Эта игра — отстой. С некоторыми обновлениями и балансировкой Bad North однажды сможет выполнить своё обещание, однако сейчас она кажется упущенной возможностью».

## Расширение
24 июля 2019 года было выпущено бесплатное расширение под названием Jotunn Edition. Оно добавляет новый вид врагов, а также систему мета-прогрессии. Некоторые изменения были призваны улучшить доступность игры, например, контрольные точки для сохранения прогресса по мере прохождения кампании.